# Чешская Корона (монархическая партия Чехии, Моравии и Силезии)

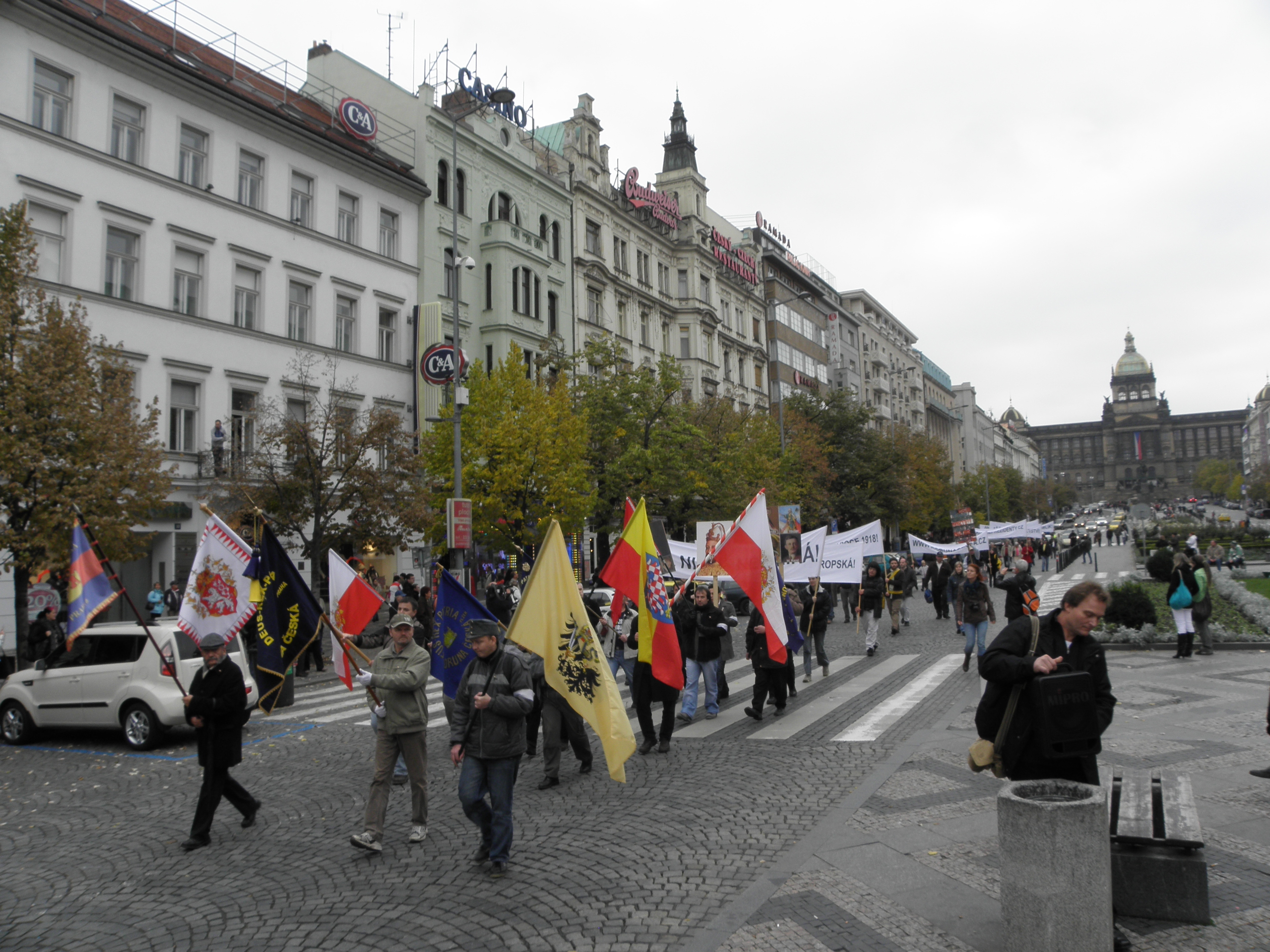
Марш монархистов по Вацлавской площади в Праге в 2011 году.

Чешская Корона (монархическая партия Чехии, Моравии и Силезии) (чеш. Koruna Česká (monarchistická strana Čech, Moravy a Slezska) — KČ) — чешская монархическая партия, выступающая за изменение государственного строя и установления в Чехии конституционной монархии с двухпалатной парламентской системой.

## История
Партия была создана 29 августа 1991 года из монархического движения «Чешская корона» (чеш. Koruna Česká), основанного на собрании сторонников чешской монархии в Смихове (Прага) осенью 1990 года. Инициатором этой встречи было оппозиционное движение «Чешские дети», возглавляемое писателем Петром Плацаком. С 2004 года партия принимает участие во всех выборах, проходящих в Чешской республике.

## Результаты участия в выборах

### Выборы вПалату депутатов Чехии
| Год выборов | Набранные голоса                       | Процентное отношение                   | Полученные места |
| ----------- | -------------------------------------- | -------------------------------------- | ---------------- |
| 2006        | 7 293                                  | 0,13 %                                 | 0                |
| 2010        | 4 024                                  | 0,07 %                                 | 0                |
| 2013        | 8 932                                  | 0,17 %                                 | 0                |
| 2017        | Поддержали избирательный список TOP 09 | Поддержали избирательный список TOP 09 | 0                |
| 2021        | 8 635                                  | 0,16 %                                 | 0                |

### Выборы вЕвропейский парламент
| Год выборов | Набранные голоса                        | Процентное отношение                    | Полученные места |
| ----------- | --------------------------------------- | --------------------------------------- | ---------------- |
| 2004        | 4 532                                   | 0,21 %                                  | 0                |
| 2009        | 4 449                                   | 0,19 %                                  | 0                |
| 2014        | 2 434                                   | 0,16 %                                  | 0                |
| 2019        | Поддержали избирательный список KDU-ČSL | Поддержали избирательный список KDU-ČSL | 0                |

## Программа партии
Основным пунктом программы партии Чешская корона является проведение всенародного референдума для возврата чешского государства к монархической форме правления. Главным претендентом на чешский королевский престол, которого поддерживает партия, является внук последнего короля Чехии Карела III Его Императорское и Королевское высочество принц Карл Габсбург-Лотарингский.

## Президиум
На XXIII Генеральном сейме партии 29 ноября 2014 года был сформирован новый состав президиума:
- Председатель — Петр Ногел
- Вице-председатель — Петр Краткий
- Чешский земский гетман — Сватоплук Новотний
- Моравский земский гетман — Павел Андрш
- Силезский земский гетман — Витезслав Орам

Члены президиума:
- Ян Барта
- Ян Дрнек
- Йосеф Пейршимовский
- Йосеф Петр